# Time and Tide (álbum)
Time and Tide es el primer álbum de estudio por la cantante polaca Basia, publicada a principios de abril de 1987 por Epic Records.

## Recepción de la crítica
William Ruhlmann, escribiendo para AllMusic, le otorgó una calificación de 3 estrellas y media sobre 5, afirmando que la música “suena ideal para tocar en cualquier lugar tapizado”. En Record Collector, Ian Abrahams le dio una calificación de 3 estrellas sobre 5, y declaró que Time and Tide “marcó un nuevo comienzo para Basia Trzetrzelewska y Danny White”. Joseph Kyle de The Recoup lo describió como “un álbum alegre y optimista de jazz-pop pegadizo apto para la radio”.

## Lista de canciones
Todas las canciones escritas y compuestas por Basia Trzetrzelewska, Danny White y Peter Ross, excepto donde esta anotado.
Lado uno
1. «Promises» – 4:02
2. «Run for Cover» – 3:37
3. «Time and Tide» (Trzetrzelewska, White) – 4:01
4. «Freeze Thaw» – 3:35
5. «From Now On» (Trzetrzelewska, White) – 3:43

Lado dos
1. «New Day for You» – 4:27
2. «Prime Time TV» – 5:20
3. «Astrud» (Trzetrzelewska, White) – 4:38
4. «How Dare You» (Trzetrzelewska, White) – 3:22
5. «Miles Away» (Trzetrzelewska, White) – 4:09

## Posicionamiento

### Gráfica semanal
| Gráfica (1987–89)                                   | Pico de posición |
| --------------------------------------------------- | ---------------- |
| Australia (ARIA Charts)                             | 50               |
| Estados Unidos (Billboard 200)                      | 36               |
| Estados Unidos (Billboard Contemporary Jazz Albums) | 1                |
| Francia (IFOP)                                      | 16               |
| Reino Unido (UK Albums Chart)                       | 61               |

### Gráfica de fin de año
| Gráfica (1989)                                      | Pico de posición |
| --------------------------------------------------- | ---------------- |
| Estados Unidos (Billboard 200)                      | 92               |
| Estados Unidos (Billboard Contemporary Jazz Albums) | 18               |